# 横浜倉庫
横浜倉庫株式会社（よこはまそうこ、英: Yokohama Warehouse Co.,Ltd.）は、東京都港区に本社を置く倉庫事業者。

## 事業所
- 本社 - 〒108-0022 東京都港区海岸3-20-20 ヨコソーレインボータワー13階
- 営業部 - 〒105-0004 東京都港区新橋2-20-15 新橋駅前ビル1号館8階
- 東京港営業所（通関部） - 〒135-0064 東京都江東区青海3-2-17-203
- 鈴繁埠頭営業所 - 〒221-0033 神奈川県横浜市神奈川区鈴繁町4
- 品川埠頭営業所・品川CFSセンター - 〒108-0075 東京都港区港南5-4-12
- 墨田営業所 - 〒131-0034 東京都墨田区堤通1-2-8
- お台場営業所 - 〒135-0064 東京都江東区青海2-50
- 厚木営業所 - 〒243-0024 神奈川県厚木市長沼240
- 東神奈川営業所 - 〒221-0032 横浜市神奈川区出田町1番2
- 辰巳出張所 - 〒135-0053 東京都江東区辰巳2-4-25
- 綾瀬出張所 - 〒252-1125 神奈川県綾瀬市吉岡東2-2-7

## 沿革
- 1906年（明治39年）9月18日 - 横浜倉庫株式会社設立。
- 1907年 - 横浜市神奈川町地先の公有水面の埋立免許取得。
- 1912年（大正元年） - 埋立完成。地名は初代会長の千坂高雅と専務取締役の若尾幾造から一文字ずつ取り、千若町（および新浦島町2丁目）と名付けられた。
- 1945年（昭和20年）  - 横浜大空襲により、倉庫施設全焼。社有地は在日米軍により接収され、休眠会社となる。
- 1953年 - 横浜での営業再開を目指し、千若町地先の公有水面の埋立に着手。同埋立地は1957年に部分竣工。1958年に、埋立に携わった鈴江繁一から鈴繁町と名付けられたが、1959年に横浜市の要請により同埋立地の社有地のすべてを米軍に提供。横浜での事業再開を断念した。
- 1961年 - 墨田川造船を買収。1963年には墨田区内の同社敷地にて、18年ぶりに倉庫事業再開。
- 1968年 - 横浜市神奈川区新浦島町の元所有地が米軍より返還。23年ぶりに横浜での営業再開。
- 1992年5月 - 芝浦営業所敷地に新社屋着工。1995年2月に新社屋ヨコソーレインボータワー完成。